# Рогов, Николай Абрамович
Никола́й Абра́мович Ро́гов (1825—1905) — русский непрофессиональный этнограф и филолог, краевед, лесничий, исследователь коми-пермяцкого языка. Известен как автор первого и одного из наиболее полных словарей этого языка, содержащего около 13 000 слов.

## Биография
Родился в 1825 году в селе Средне-Егвинское Пермского уезда Пермской губернии в семье крепостного крестьянина Строгановых.
Учился в Санкт-Петербургской школе сельского хозяйства и горнозаводских наук графини С. В. Строгановой вместе с младшим братом Яковом (1827—1882) — будущим управляющим Билимбаевского горнозаводского округа. По окончании школы, в течение 1846—1850 годов служил лесным таксатором.
В 1850—1856 годах работал лесничим Иньвенской дачи Пермского имения Строгановых. В 1856 году был назначен управляющим Кыновского завода в Кунгурском уезде. В 1864 году он учредил Кыновское общество потребителей — первое в России частное потребительское общество (если не считать Рижского потребительского общества).
Скончался Николай Абрамович Рогов по данным церковной метрики в Перми 3 (16) августа 1905 года, а 5 августа был похоронен.

## Вклад в науку
С 1849 года Николай Абрамович работал над созданием «Пермяцко-русского и русско-пермяцкого словаря», изданного в Санкт-Петербурге в 1869 году. В словарь вошло около 13 000 слов иньвенского и нердвинского диалектов коми-пермяцкого языка. В 2007 году словарь был переиздан Коми-Пермяцким книжным издательством.
Историк А. А. Дмитриев в «Пермской старине» так отзывается о Рогове:

Мы уже говорили, какую огромную важность представляют филологические труды Н. А. Рогова о пермяках, то есть его пермяцкая грамматика и словарь. Ему же принадлежит и лучший этнографический очерк пермяков под заглавием «Материалы для описания быта пермяков». Ни прежде, ни после Рогова никто не сделал столь обстоятельного описания быта пермяков. Другие писатели нередко черпали у него же.

## Награды
За свои достижения Николай Абрамович был неоднократно награждён:
- 1859 — второстепенная (половинная) Демидовская премия от Академии наук за рукопись «Опыт грамматики пермяцкого языка», опубликованной в 1860 году;
- 1860 — звание личный «Почётный гражданин».